# Club Voleibol Ibiza
El Club Voleibol Eivissa, conocido como Ushuaïa Ibiza Voley por motivos de patrocinio, es un equipo de voleibol de la ciudad Ibiza situada en las Islas Baleares. Fue fundado en 2005 y militó en la Superliga Masculina española desde la temporada 2012/2013 de forma ininterrumpida hasta la temporada 2021/2022. Actualmente está inscrito y disputa la Superliga 2.

## Historia
El Club Voleibol Ibiza fue fundado en el año 2005 con una clara vocación de formación de jugadores en la base. Con el tiempo fueron capaces de ir ascendiendo hasta que en la temporada 2011/12 el equipo consiguió una plaza en Superliga, situando a Ibiza en la primera línea del voleibol nacional.

### Una década en la Superliga
Tras la temporada 2018-19 el equipo iba a tener bajas sensibles como la de César Martín, Héctor Salerno, Elvis de Oliveira, Henry Omar Tapia o Juanmi González, jugadores muy importantes para el técnico italiano. Con la renovación de Piero Molducci como entrenador, el club daba el primer paso a iniciar un nuevo proyecto. Las llegadas de Sergio Ramírez, Edwin Julian Moses, Jordan Ewert, Yassine Abdelhedi, Stefano Nassini, Cesinha, Nelson Murangwa y la vuelta de Putini iban a apuntalar el equipo para empezar suoctava temporada consecutiva en la élite.
La primera vuelta de la temporada se puede catalogar como una de las más difíciles de los últimos años. Una condición que no impidió al equipo conseguir una plaza para la Copa del Rey 2020 en la jornada 11. Tras este partido, el 23 de diciembre de 2019, el entrenador Piero Molducci tuvo que hacerse a un lado "por motivos de salud personal" y en su lugar entró su segundo entrenador Aitor Barreros. El equipo hizo un papel discreto en la competición que finalmente terminó por suspenderse por la Pandemia de COVID-19 que azotó a todo el mundo inclusive el mundo del deporte. Aunque la situación deportiva no cambió en absoluto en la siguiente campaña. El equipo estuvo en todo momento coqueteando con el descenso y se quedaría en una décima posición que le permitió mantener la categoría por los pelos. Con el objetivo de dar un cambio de rumbo en la entidad, el 30 de abril de 2021 el club anunciaba la no renovación de Aitor Barreros como entrenador de la primera plantilla.
Una de las peores temporadas de la historia del club, tuvo consecuencias y por ello se terminó firmando el 17 de agosto de 2021 al nuevo técnico Ariel Olmedo. Un técnico que poco duró en el cargo en una temporada de mucha inestabilidad ya que fue destituido el 11 de diciembre del mismo año quedando de manera interina su segundo Matías Pacini. El entrenador de Rosario aguantaría en el cargo hasta ser destituido también a falta de tres días del partido contra Urbia Vóley Palma. El 16 de febrero de 2022 entraría a dirigir el equipo el español Raúl Rocha. El técnico trató de salvar la temporada, pero el conjunto de la ibicenco terminó perdiendo la categoría y consumando su descenso a Superliga 2.

### Vuelta al barro de la división de plata
El equipo tuvo que volver a la Superliga 2 con un futuro incierto y que pronto esperaría resolver consiguiendo patrocinadores que permitieran volver a la máxima competición más pronto que tarde.

## Entrenadores
| Entrenador                   | País      | Etapa             |
| ---------------------------- | --------- | ----------------- |
| Antonio Gino Corona Lattanzi | Argentina | 2008 - 2016       |
| Marcelo De Stefano Varela    | Argentina | 2016 - 2018       |
| Piero Molducci               | Italia    | 2018 - 2019       |
| Aitor Barreros               | España    | 2019 - 2021       |
| Ariel Alejandro Olmedo       | Argentina | 2021              |
| Matías Pacini                | Argentina | 2021 - 2022       |
| Raúl Rocha                   | España    | 2022              |
| Marcelo Benavídez            | Argentina | 2022              |
| Raúl Rocha                   | España    | 2022 - 2023       |
| Martín Bermejo               | Argentina | 2023 - Actualidad |

## Presidentes
| Presidente       | País   | Etapa       |
| ---------------- | ------ | ----------- |
| Javier Escandell | España | 2005 - 2019 |
| Mariano Esteban  | España | 2019 - Act. |

## Palmarés
Nota: en negrita competiciones vigentes en la actualidad.
| Competición nacional | Títulos | Subcampeonatos |
| -------------------- | ------- | -------------- |
| Copa del Rey (0/1)   |         | 2014.          |
| Copa Príncipe (0/1)  |         | 2012.          |

El Club Voleibol Ibiza organiza desde el 2019 un torneo amistoso en pretemporada donde presenta a su equipo ante la afición y recibe el nombre de Torneo Internacional Ciudad de Ibiza. En su primera edición el equipo ibicenco fue capaz de vencer al Volley Milenium Brescia que esa temporada iba a jugar la Serie B italiana por 3-2 (25-21/22-25/25-18/22-25/15-12).

## Escudo
El escudo del club fue el que se puede observar tras el párrafo durante los primeros años de la historia del club, incluyendo la época en la que el CV Ibiza consiguió el ascenso a la máxima categoría del voleibol español.
El 21 de agosto de 2019 tras un cambio en la estructura del club, la dirección de la entidad realiza un cambio en su escudo e imagen.

## Instalaciones deportivas

### Pabellón Es Viver
El Ushuaïa Ibiza Vóley empezó disputando sus partidos en el Es Viver que tenía una capacidad total para 400 espectadores sentados, con una superficie de parqué de 46x24 metros lo hace idóneo para la práctica del voleibol y para disputar los partidos en la Superliga. Además, también es empleado para llevar a cabo los entrenamientos del primer equipo y de las categorías inferiores del club.

### Polideportivo Blanca Dona
En la temporada 2021/2022 el club decide cambiar su casa y mudarse al Blanca Dona, un pabellón con mejores condiciones. En él pueden llegar a caber cerca de 1.800 espectadores sentados.

## Equipación
Los colores por los que se identifica al club son el amarillo, el azul y el rojo, en orden de importancia y abundancia.